# Дуэль Гамильтона с Бёрром

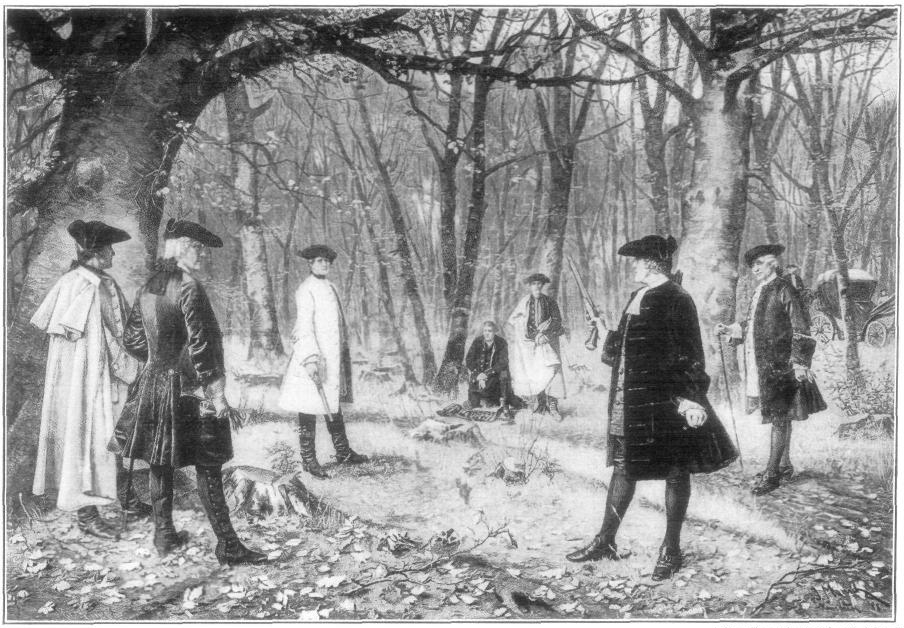
Современное художественное представление дуэли 11 июля 1804 года между Аароном Бёрром и Александром Гамильтоном (Дж. Манд, 1902 год)

Дуэль Гамильтона с Бёрром произошла в местечке Уихокен на территории штата Нью-Джерси 11 июля 1804 года. Эта дуэль стала следствием долгого соперничества между этими двумя крупными политиками США. Александр Гамильтон ранее занимал пост государственного казначея и был вождём партии федералистов, а Аарон Бёрр на момент дуэли был вице-президентом США, бывшим сенатором от штата Нью-Йорк и видным политиком партии республиканцев, обеспечившим победу партии на выборах 1800 года.
На дуэли Бёрр смертельно ранил Гамильтона. Тот выстрелил (первым или вторым), но промахнулся. Позже выяснилось, что он собирался выстрелить в воздух, поскольку был противником дуэлей. Гамильтона отвезли в дом Баярда на Манхэттене, где он скончался 12 июля. Его смерть ослабила партию федералистов и разрушила политическую карьеру Бёрра, который был обвинён в убийстве судами штатов Нью-Йорк и Нью-Джерси.
Эту дуэль иногда называют самым драматическим событием ранней политической истории США.

## Предыстория

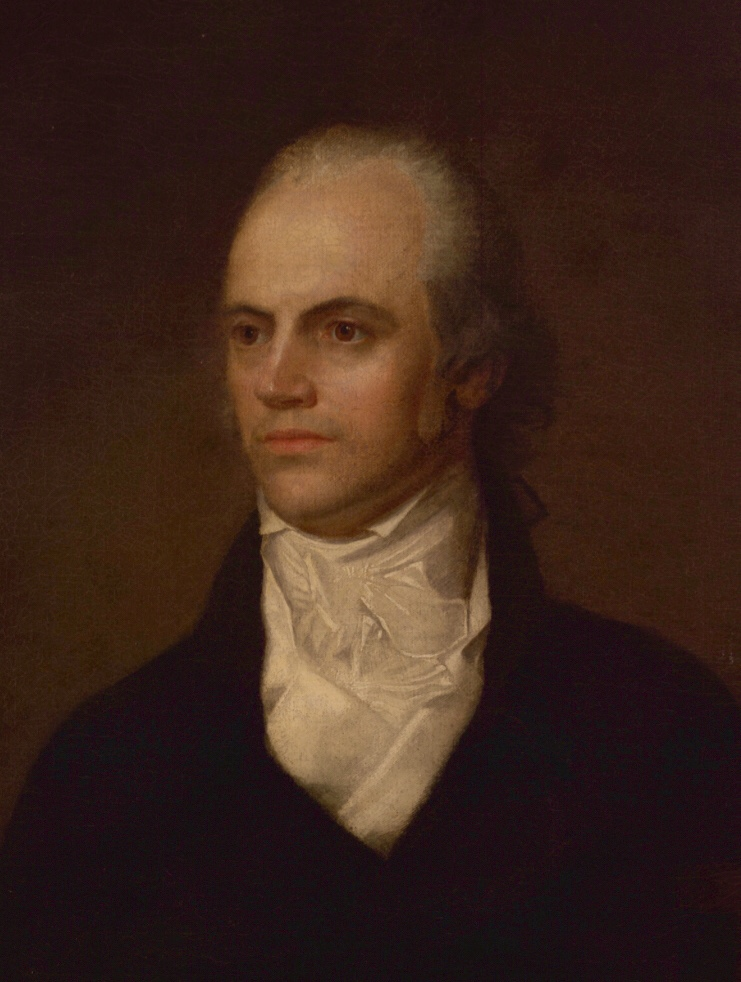
Бёрр в 1803 году

В судьбе Гамильтона и Бёрра было много общего, хотя они происходили из разных слоёв общества. Бёрр принадлежал к элите штата Нью-Йорк, его отец, Аарон Бёрр старший, был президентом Принстона. Однако, в раннем возрасте Бёрр за два года (1757—1758) потерял почти всех своих родственников и стал таким же сиротой, как и Гамильтон. Он хорошо проявил себя в школьные годы, а когда началась Война за независимость, он вступил в армию почти одновременно с Гамильтоном.
В качестве добровольца Бёрр участвовал в походе Арнольда на Квебек. Одно время он был адъютантом Вашингтона, но перешёл под командование генерала Патнэма. Он женился почти одновременно с Гамильтоном, в 1782 году. Гамильтон и Бёрр оба участвовали в сражении при Монмуте, после которого, в 1779 году, Бёрр покинул армию по состоянию здоровья. Он поселился в Олбани и стал практикующим юристом, и Гамильтон вскоре тоже поселился в том же городе и тоже стал юристом. В 1783 году, когда англичане покинули Нью-Йорк, Гамильтон и Бёрр сняли себе дома на Уолл-стрит, Гамильтон № 57, Бёрр № 3. Они оба работали адвокатами, часто в одних и тех же делах, их политические взгляды различались, но в то время они поддерживали хорошие отношения. В 1784 году Бёрр был избран в Ассамблею штата.
Историк Генри Форд утверждал, что Гамильтон и Бёрр поддерживали хорошие отношения вплоть до 1791 года, когда Филип Скайлер проиграл перевыборы в Сенат, и на его место был выбран Бёрр, вероятно, за свою умеренную политику. Форд писал, что неудача Скайлера, тестя Гамильтона, настроила его против Бёрра, и он стал испытывать к нему сильнейшую личную неприязнь.

### Манхэттенская компания
В 1798 году случилась эпидемия жёлтой лихорадки (от которой умер Бенджамин Франклин), и это привело Аарона Бёра к мысли создать Манхэттенскую компанию, которая снабжала бы город чистой питьевой водой из реки Бронкс. В то время в Нью-Йорке действовали только два банка, Банк Нью-Йорка и филиал Национального банка, и оба принадлежали федералистам, а Ассамблея штата, где доминировали федералисты, не давала лицензии республиканским банкам. Бёрр решил использовать Манхэттенскую компанию как прикрытие для банка. Для маскировки он привлёк к участию в компании некоторых федералистов, и в их числе Гамильтона, с которым у него тогда были хорошие отношения. 22 февраля 1799 года Гамильтон обсуждал проект компании с мэром Нью-Йорка, а 2 апреля губернатор Джон Джей подписал хартию компании.
В последний момент Бёрр добавил в устав компании пункт, дающий ей право использовать свой капитал для финансовых операций. Фактически он получил банк с капиталом в 2 миллиона долларов и с привилегиями, которых не имел даже  Банк Нью-Йорка; с сентября 1799 года он открыто действовал как банк. Бёрр надеялся, что создание банка повысит его статус в партии, но произошло наоборот: в апреле он проиграл перевыборы в Ассамблею. Возмущён был и Гамильтон, который слышал как однажды Бёрр выступает против идеи создания банков в США. Кроме того, Бёрр сразу же забыл все обещания по снабжению города водой, а его проект помешал реализации других, более разумных проектов водоснабжения.
Почти в самый день открытия нового банка Бёрр вызвал на дуэль одного из его директоров, федералиста Джона Бэйкера Чёрча за неуважительные высказывания в свой адрес. Дуэль с федералистом тоже могла помочь его политической карьере. Дуэль произошла 2 сентября 1799 года на берегу Гудзона. Существует легенда, что они использовали те же пистолеты, что и на дуэли с Гамильтоном впоследствии, но в реальности это были пистолеты Бёрра. Они выстрелили одновременно: пуля Чёрча оторвала пуговицу на камзоле Бёрра, а Бёрр выстрелил мимо. После этого Чёрч высказал свои извинения и конфликт был улажен. Эта дуэль была организована наспех и быстро закончена и прошла без ожесточения. Гамильтон мог сделать ошибочный вывод, что Бёрр плохо стреляет и легко идёт на мировую.

### Выборы 1800 года

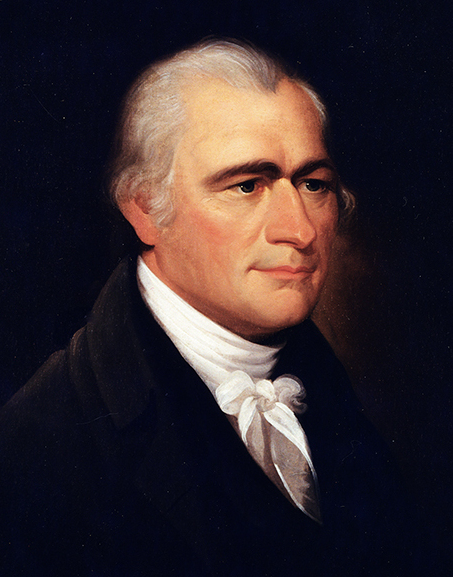
Гамильтон около 1800 года, работа Эзры Эймса

В конце апреля 1800 года начались выборы 24-й легислатуры Нью-Йорка. Гамильтон руководил партией федералистов в штате, а Бёрр вёл кампанию в пользу республиканцев, применяя новые для того времени методы. Он лично агитировал людей на улицах города, пускал в свой дом всех желающих и угощал напитками за свой счёт. Его методы оказались гораздо эффективнее, чем методы Гамильтона. 1 мая 1800 года были оглашены результаты выборов: Бёрр и республиканцы победили.
Успехи в Нью-Йорке сделали Бёрра кандидатом в вице-президенты от Республиканской партии. На президентских выборах 1804 года Томас Джефферсон и Аарон Бёрр получили по 73 голоса каждый. Узнав об этом, Гамильтон написал Уолкотту, что у Бёрра нет никаких достоинств, и что он легко разрушит государство ради личной власти. Он назвал его американским Катилиной. Джеферсон тоже недолюбливал Бёрра, сравнивая его с неисправным пистолетом, который неизвестно когда и куда выстрелит. Федералисты предпочитали Бёрра, полагая, что он неравнодушен к деньгам и славе, и с ним можно будет договориться. Гамильтон же заявил, что покинет партию, если она проголосует за Бёрра. Он говорил, что репутация страны пострадает в случае его избрания. Он знал, что у Бёрра много долгов и опасался, что его смогут подкупить агенты иностранных государств.
Выборы перенесли в Палату представителей, но на голосовании Джефферсон получил 8 голосов, а Бёрр шесть (при необходимых девяти). Исход выборов решила позиция федералиста Джеймса Баярда, который снял свой голос за Бёрра, из-за чего штат Делавэр вышел из голосования и для победы теперь требовалось 8 голосов. Баярд поступил так в той или иной степени под давлением уговоров Гамильтона.
Бёрр стал вице-президентом, но Джефферсон не любил его, не верил в его лояльность, и было очевидно, что после следующих выборов Бёрр потеряет свой пост.

### Губернаторские выборы 1803 года
Чтобы спасти свою карьеру, Бёрр решил принять участие в губернаторских выборах в штате Нью-Йорк. Его противниками здесь были Девитт Клинтон и Гамильтон. В то время в Новой Англии начались призывы к отделению от Союза, чтобы не попасть в зависимость от южных штатов (влияние которых должно было усилиться после покупки Луизианы), и Гамильтон боялся, что Бёрр на посту губернатора поддержит сецессионистов Новой Англии. Больше всего критики Бёрр получил от клинтонианской газеты American Sitizen, главным редактором которой был Джеймс Читэм. Впоследствии Читема обвиняли в том, что именно он довёл Гамильтона и Бёрра до дуэли. Бёрр подал на Читема в суд, но тот объявил, что только цитировал Гамильтона. Тем он только лишний раз настроил Бёрра против Гамильтона.
Предвыборная борьба в 1804 году была одной из самых жёстких в американской истории: Бёрра обвиняли в обольщении замужних и незамужних женщин и даже чернокожих женщин. Его обвиняли во лжи на выборах 1800 года и в ограблении пекарни. Бёрр был уверен, что автором некоторых инсинуаций является Гамильтон, хотя это маловероятно. В частных письмах Гамильтоне не прослеживается его причастность к этим нападкам. Большинство из обвинений было придумано республиканцами. Сам Гамильтон был уверен, что Бёрр победит на выборах, однако, когда в конце апреля подсчитали голоса, то выяснилось, что Бёрр победил в Нью-Йорке, но проиграл везде в провинции.
Это стало концом политической карьеры Бёрра, который решил, что во всём виноват Гамильтон. Рон Черноу писал, что едва ли слабеющее влияние Гамильтона могло как-то повлиять на итог выборов. Джон Куинси Адамс писал, что федералисты в штате были меньшинством, и среди них немногие были сторонниками Гамильтона. Гораздо больше повлияла враждебность Джефферсона. Однако, Гамильтона винили и Бёрр, и его сторонники и поздние биографы.

### Конфликт 1804 года
Приблизительно в марте 1804 года Гамильтон присутствовал на обеде в Олбани в доме судьи Джона Тайлера, который, как и Гамильтон, не хотел видеть Бёрра губернатором штата. На обеде присутствовал медик Чарльз Купер, который был женат на дочери Тайлера. Он так же недолюбливал Бёрра и внимательно слушал, как два крупных политика обсуждают Бёрра за обедом. Он был так впечатлён разговором, что 12 апреля написал о нём в письме своему другу Эндрю Брауну. По его словам, Гамильтон назвал Бёрра «опасным человеком, которому нельзя доверять». В то время часто случалось, что частные письма попадали в чужие руки и оттуда в печать. На этот раз выдержки из письма попали в New York Evening Post, при этом редактор газеты напомнил читателям, что Гамильтон всегда придерживался нейтралитета в предвыборном соперничестве Бёрра и Льюиса. По просьбе редактора Филип Скайлер написал письмо, подтверждающее нейтральность Гамильтона. Куперу показалось, что его слова ставят под сомнение, и он 23 апреля написал Скайлеру, что Гамильтон действительно назвал Бёрра опасным человеком и что ему нельзя доверять управление штатом. Более того, добавил Купер, он слышал от Гамильтона и гораздо более сильные высказывания (more dispicable opinion) о Бёрре. Это письмо появилось в Albany Register 24 апреля 1804 года.
18 июня эта газета попала в руки Бёрра. Обычно он не вступал в полемики такого рода, но на этот раз, на закате своей карьеры, он не смог сдержать негодования. Он только что проиграл губернаторские выборы и его карьера рушилась, а Гамильтон был не так могущественен, как ранее, и он решил вызвать Гамильтона на дуэль, чтобы восстановить своё достоинство и унизить достоинство Гамильтона. Он был уверен, что Гамильтон давно интригует против него, а письмо Купера только подтвердило эти подозрения.

До сих пор неизвестно, что имел в виду Курпер, говоря о more dispicable opinion. В то время о Бёрре ходило множество самых разных слухов. Вероятно, Бёрру это было неважно, его устраивал любой повод для конфликта. В тот же самый день, 18 июня, он вызвал к себе своего друга Уильяма ван Несса и поведал ему, что Гамильтон уже давно позволяет себя унизительные высказывания в его адрес. Утром 19 июня Ван Несс явился в офис Гамильтона и предал письмо от Бёрра с требованием объяснений относительно упомянутых Купером dispicable opinion. Это был почти прямой вызов на дуэль.
Большинство политиков того времени были противниками дуэлей, но они были в моде в офицерской среде, из которой происходили Гамильтон и Бёрр. По понятиям офицеров, уклонение от дуэли несовместимо с офицерским званием, говорит о трусости и нерешительности, и ставит под сомнение лидерские качества офицера, и это прямо влияло на карьеру военного. Дуэли были распространены и среди политиков того времени, и они часто случались после спорных выборов. Политические партии тогда группировались вокруг личностей, а не вокруг идей и программ, поэтому вопросы чести имели политическое значение. Но дуэли часто были формальностью, не подразумевающей смерти участников, поэтому Гамильтон мог предполагать, что не рискует жизнью, соглашаясь на дуэль.
Получив письмо Бёрра, где тот требовал подтвердить или опровергнуть высказывание упомянутых Купером dispicable opinion, Гамильтон мог бы ответить, что ничего не имеет против Бёрра, извиниться или высказать сожаление, но вместо этого он принял тон занятого человека, которого отвлекают по пустякам. Он заявил, что обвинение Бёрра слишком неопределённо, и если Бёрр приведёт конкретные высказывания, то он готов за них ответить. Действительно, по традиции того времени требовалось привести конкретные оскорбительные слова и сделать это сразу после их произнесения. Бёрр же говорил о событиях, произошедших три месяца назад, и Гамильтон при всём желании не мог вспомнить все свои разговоры за обеденным столом. Ответ Гамильтона не удовлетворил Ван Несса, и тогда Гамильтон обещал прочитать статью Купера и дать ответ позже. В 13:30 он явился в дом Несса и попросил отсрочки до 20 июня.
Вечером 20 июня Гамильтон передал Ван Нессу письмо для Бёрра. Он снова обращал внимание на неопределённость обвинений: «Очевидно, что фраза ‘more dispicable opinion’ включает в себя все оттенки смысла от светлого до тёмного. Как мне определить, какой оттенок имелся в виду?». На следующий день Бёрр ответил, что дело не в оттенках смысла, а в том, признаёт ли Гамильтон, что делал оскорбительные высказывания относительно Бёрра. Он добавил, что письмо Гамильтона даёт ему новые основания требовать объяснений. 22 июня Ван Несс передал письмо Гамильтону и тот прочёл его в его присутствии. Ван Несс пояснил, что достаточно заявить, что Гамильтон не давал повода Куперу для его слов, но Гамильтон продолжал настаивать на том, что обвинение слишком общее. Ван Несс посоветовался с Натаниэлем Пендлтоном, который тоже не мог понять, почему Гамильтон не хочет подтвердить отсутствие каких бы то ни было выражений. Пендлтон переговорил с Гамильтоном, но не смог склонить его к компромиссу. Пендлтону показалось, что Гамильтон уже заранее решил пойти на дуэль с Бёрром.
Пендлтон попытался уладить конфликт через Бёрра: он предложил Бёрру спросить Гамильтона, высказывался ли тот вообще о Бёрре на обеде в Олбани, и тогда Гамильтон сможет уверенно отрицать это. Но на этот раз Бёрр проявил упрямство и не принял предложения. Через несколько дней он стал требовать, чтобы Гамильтон объявил безосновательными все свои высказывания, порочащие честь Бёрра. Историк Рон Черноу писал, что это была явная провокация, которая говорит о том, что обсуждение dispicable opinion было лишь поводом для Бёрра. Переговоры зашли в тупик. В среду 27 июня Ван Несс передал Пендлтону формальный вызов на дуэль.

### Подготовка

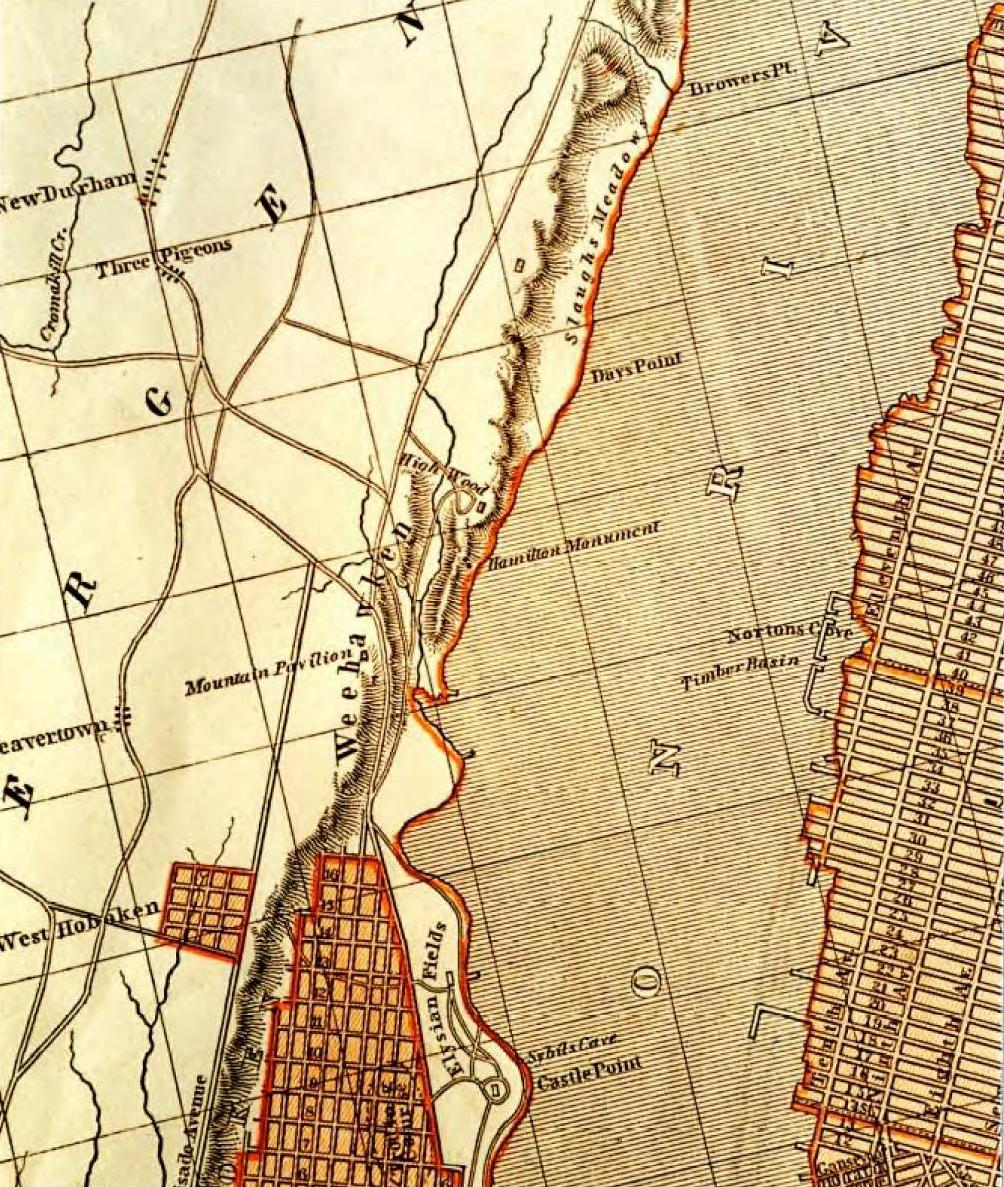
Место дуэли (обозначен монумент Гамильтона) на карте 1841 года.

6 июля Гамильтон должен был выступать на сессии Верховного суда Нью-Йорка, поэтому дуэль назначили на 11 июля. С самого начала Гамильтон решил, что будет стрелять в воздух: такой совет он когда-то дал своему сыну Филлипу, погибшему на дуэли в 1800 году. Он сообщил о своём решении Пендлтону и Руфусу Кингу. Кинг считал такое решение не совсем разумным, а Пендлтон посоветовал Гамильтону  тщательно обдумать это решение. Впоследствии ходили слухи, что Гамильтон был в депрессии и дуэль была по сути самоубийством. Однако, Гамильтон мог рассчитывать на то, что Бёрр не будет стрелять на поражение: смерть Гамильтона могла разрушить карьеру Бёрра. И если он пошёл на дуэль, чтобы вернуть себе положение в обществе, то ему было бы нелогично убивать противника. При этом была вероятность, что Бёрр попадёт в него случайно или же эмоции пересилят рациональные соображения.
Участники дуэли были в неравном положении: Бёрр был вдовцом, а его единственная дочь была замужем, в то время как у Гамильтона в случае его смерти оставалась жена и семеро детей. Гамильтон не брал в руки пистолета со времён войны, и не стал тренироваться перед дуэлью. В то же время Бёрр был хорошим стрелком, застрелил несколько человек в годы войны и, по слухам, тщательно тренировался перед дуэлью. Поговаривали, что Бёрр давно задумал убить Гамильтона и уже несколько месяцев отрабатывал «смертельный выстрел». Многочисленные упоминания таких тренировок говорят о том, что это едва ли выдумка федералистов. 
Пока шла подготовка, Гамильтон и Бёрр продолжали вести социальную жизнь, делая вид, что между ними ничего не произошло. В последний раз их видели вместе 4 июня на банкете, которое устроило Общество Цинцинатта во Фрэнсис-Таверн: оба были членами общества, а Гамильтон был его президентом. На банкете Гамильтону предложили спеть: он выбирал между песей «How stands the Glass Around», которую, по преданию, генерал Вольф пел перед смертью, и солдатской песней «The Drum».
1 июля Гамильтон привёл в порядок свои личные дела, составив распоряжение продать часть своей собственности. Однако, у него накопилось долгов на 35000 долларов. Он зарабатывал 12000 долларов в месяц и рассчитывал рассчитаться с долгами из этих доходов, но теперь, в случае его смерти, эти долги могли перейти к его жене, Элизе Гамильтон. Гамильтон полагал, что ей поможет наследство её матери и доходы отца. Его расчёты на продажу собственности оказались неточны, что потом поставило Элизу в трудное положение. Рон Черноу писал, что человек, умело управлявший финансами страны оставил собственную семью в долгах, и что он проявил на редкость несвойственную ему невнимательность к будущему своей жены.
Утром 9 июля Гамильтон переехал из своей усадьбы Грэндж в Гарлеме в свой дом в Нижнем Манхэттене, № 54 по Седар-Стрит, где составил завещание. Он предложил пригласить на дуэль своего друга, врача Дэвида Хосака. Бёрр по этому поводу заявил, что Хосака достаточно, и даже он не нужен. Возможно, это говорит о том, что он твёрдо решил убить Гамильтона, и хотел, чтобы тот умер даже от ранения, но возможно, он ожидал, что никто всерьёз ранен не будет. В последний день перед дуэлью Натаниель Пендлтон посетил Гамильтона и попытался его уговорить не пропускать первый выстрел, но тот категорически отказался. «Мой друг, это вопрос религиозных принципов и на него не действуют рациональные соображения. Бесполезно обсуждать это, поскольку я уже принял окончательное решение». Бёрр в те дни тоже составлял завещание. Он считался аболиционистом, но владел несколькими рабами, и завещал их своей дочери Теодосии, хотя она вышла замуж за крупного рабовладельца, эти рабы были ей не нужны, и им вполне можно было дать свободу. Бёрр написал письмо дочери, в котором просил уничтожить некоторые письма, опасные для его репутации. Черноу обратил внимание, что Гамильтон, которого республиканцы считали интригантом и заговорщиком, не беспокоился о том, что какие-то письма повредят его репутации. Распоряжение о письмах говорит и о том, что Бёрр допускал собственную смерть и, соответственно, не знал о решении Гамильтона стрелять мимо.

### Пистолеты

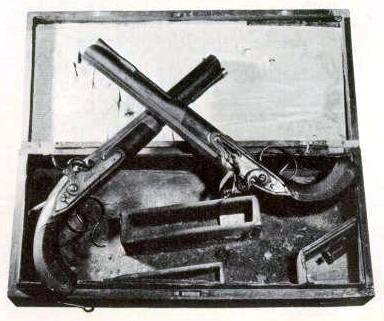
Пистолеты, использованные на дуэли.

Как вызванная сторона, Гамильтон имел право выбора оружия и он выбрал кремнёвые пистолеты. Пендлтон и Ван Несс договорились, что стволы пистолетов будут не длиннее 11 дюймов и не будут иметь нарезки. Гамильтон одолжил пистолеты у Джона Бэйкера Чёрча. Это были те самые пистолеты, которые использовал его сын Филип на дуэли 1801 года. Возможно, это была дань уважения памяти сына, но вероятнее, что Гамильтон старался прибегать к услугам только самых доверенных людей. Он часто вызывал оппонентов на дуэль, но никогда не имел собственных пистолетов, из чего следует, что он никогда не имел намерений убивать кого-то.
Пистолеты Чёрча были сделаны лондонским оружейником Уогденом в середине 1790-х годов. Это были длинные, изящные пистолеты с ореховой рукояткой и золотой насечкой на стволе. Каждый весил несколько фунтов, а свинцовая пуля весила унцию. Для обращения с таким оружием требовалась некоторая практика. В 1976 году оружейники обнаружили у этих пистолетов дополнительный, более лёгкий, спусковой механизм. Некоторые комментаторы тогда предположили, что Гамильтон хотел использовать этот механизм, чтобы иметь преимущество перед противником, однако, хорошо известно, что Гамильтон не использовал его во время дуэли. Когда Пендлтон вручал Гамильтону пистолет, он спросил, стоит ли использовать дополнительный механизм, и Гамильтон ответил «Не в этот раз».

## Дуэль

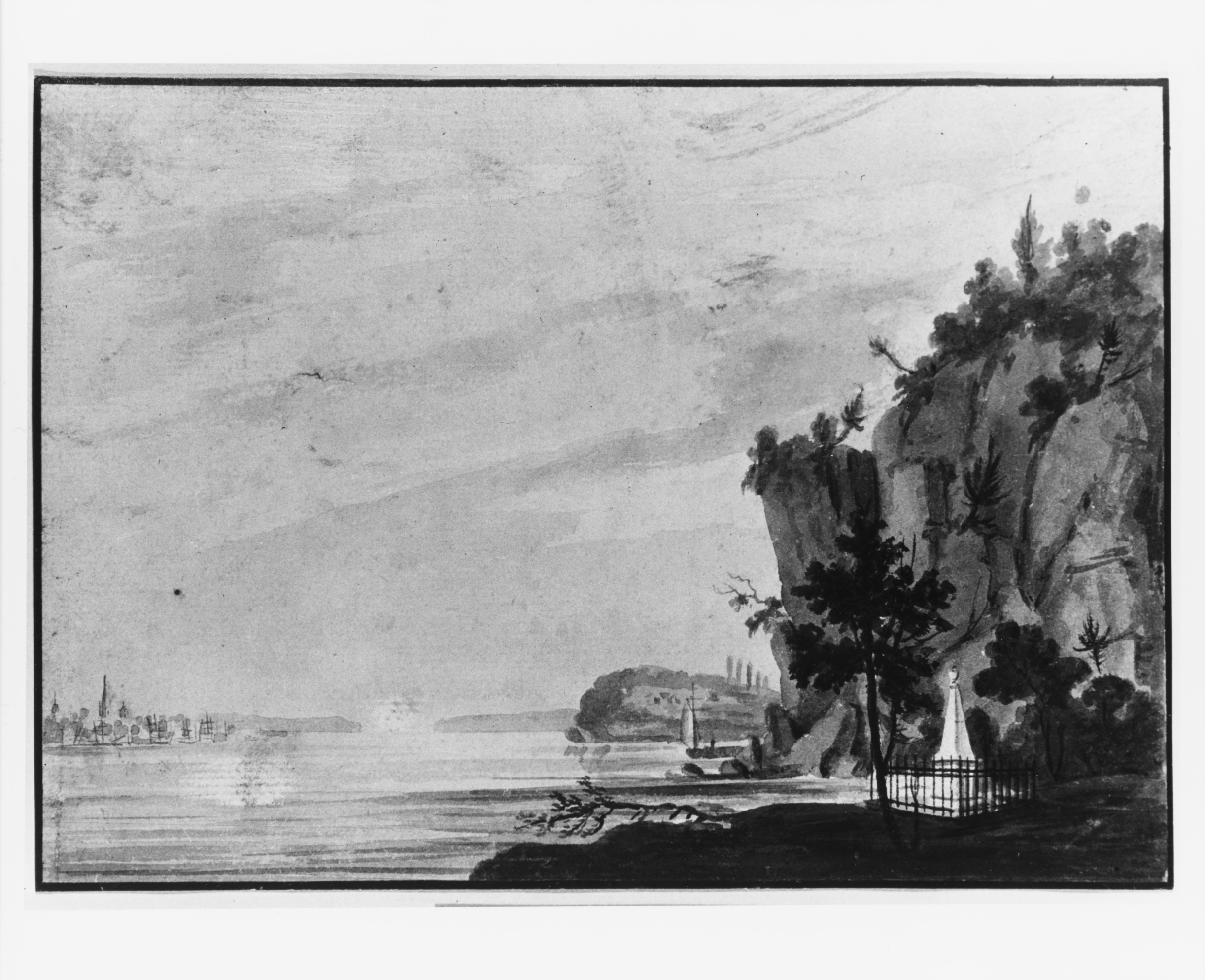
Скалы Уихокена и монумент на месте дуэли; акварель Павла Свиньина, 1811 или 1813 год.

Действуя по заранее согласованному плану, дуэлянты отправились к месту дуэли на лодках в 05:00, но с разных причалов Манхэттена. В каждой лодке было 4 гребца, один дуэлянт, секундант, и с Гамильтоном был доктор Хосак. Пистолеты были помещены в кожаный саквояж, так чтобы гребцы могли под присягой подтвердить, что не видели никаких пистолетов. Место дуэли находилось в Уихокене, на западной стороне Гудзона, примерно напротив современной Западной 42-й улицы Манхэттена, и до него надо было плыть два часа вверх по Гудзону. В этом месте находились высокие скалы высотой около 60-ти метров. Под скалами был небольшой пляж, с которого шла узкая тропа и приводила на площадку, которая находилась метров на 20 выше уровня Гудзона и была окружена деревьями со всех сторон. Она была длиной 22 шага и шириной в 12 шагов. Эта земля принадлежала капитану Уильяму Дизу, который из своего дома не мог видеть площадку, но время от времени слышал выстрелы дуэлянтов. Бёрр и Ван Несс прибыли в 06:30 и стали расчищать площадку от кустарника. Незадолго до 07:00 прибыли Гамильтон и Пендлтон. Доктор Хосак остался в лодке, имея возможность быстро явиться на место в случае надобности, но и достаточно далеко, чтобы не быть обвинённым в соучастии.
Пендлтон и Ван Несс отмеряли дистанцию в 10 шагов и бросили жребий, кому выбирать позицию. Право выбора досталось Пендлтону и Гамильтону, и они почему-то решили, что Гамильтон встанет на северной стороне, лицом к реке, городу и к восходящему солнцу. Секунданты на глазах друг у друга зарядили пистолеты, взвели курки и передали пистолеты дуэлянтам. Пендлтон повторил правила: он спросит, готовы ли участники, и после утвердительного ответа скажет «Present!», после чего можно стрелять. Если один участник выстрелит, а второй нет, то первый должен сосчитать до трёх, после чего первый раунд считается завершённым. Дуэлянты заняли позиции, но, когда Пендлтон спросил, готовы ли они, Гамильтон сказал: «Стоп. При таком освещении нужны очки», после чего нашёл в кармане очки и надел их. Некоторые комментаторы полагают, что он надел очки, чтобы лучше целиться в Бёрра и, соответственно, был готов стрелять в него, хотя Рон Черноу писал, что он с той же вероятностью мог надеть их, чтобы точнее стрелять мимо Бёрра.
Наконец, Пендлтон снова спросил, готовы ли они, дуэлянты ответили утвердительно, и он произнёс «Present!». Два выстрела прозвучали почти одновременно. Пендлтон потом утверждал, что Бёрр выстрелил первым, а выстрел Гамильтона был результатом мышечного спазма. Гамильтон упал. Поняв, что рана смертельна, он произнёс: «Я убит». Пендлтон стал звать доктора Хосака. Ван Несс вспоминал, что Бёрр сделал движение к Гамильтону как бы с выражением сожаления, но Ван Несс напомнил ему, что Хосак, как свидетель, не должен его видеть, поэтому он отвёл Бёрра в сторону и закрыл его лицо зонтом. Они спустились к лодке, где Бёрр сказал «Я должен пойти поговорить с ним». Ван Несс сказал, что это нежелательно.

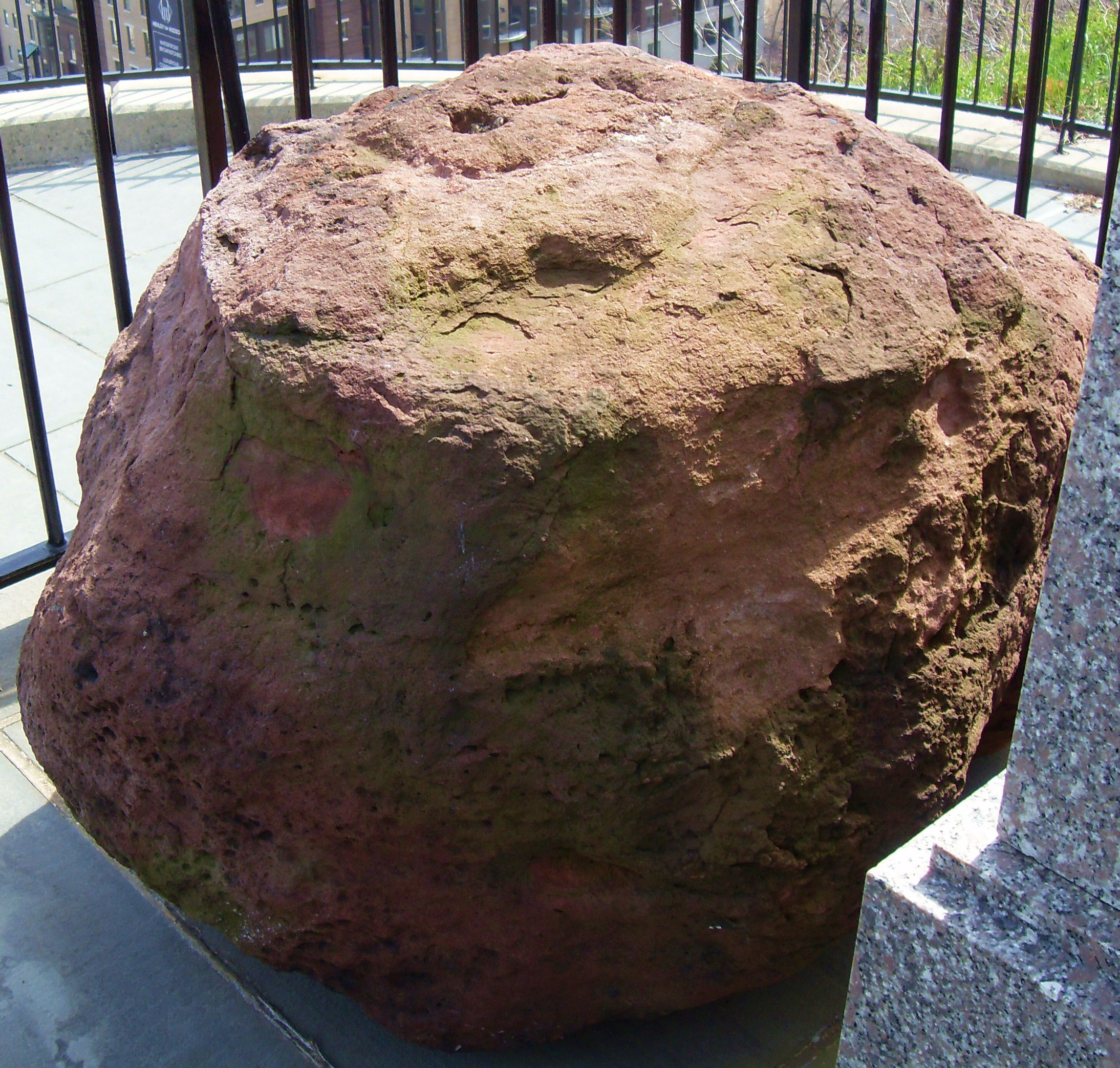
Исторический камень на месте дуэли.

И Ван Несс, и Бёрр утверждали, что Гамильтон стрелял первым. На следующий день Пендлтон вернулся на место дуэли и нашёл пулю Гамильтона в стволе кедра на высоте 4-х метров от земли. 25 лет спустя Бёрр посетил место дуэли и вспомнил, что слышал свист пули в ветках деревьев. Если Гамильтон действительно стрелял первым, но в сторону от Бёрра, то он тем самым давал понять, что не хочет его убивать. Он мог надеяться, что Бёрр тоже не станет прицельно стрелять в данном случае из чувства собственного достоинства и из соображений политического самосохранения. Но Бёрр, явно видя, что Гамильтон выстрелил мимо, всё равно стал стрелять насмерть.
Пендлтон усадил Гамильтона на траву около красновато-коричневого валуна, который остался единственным свидетелем тех событий. Хосак обнаружил его у камня, и Гамильтон сказал: «Это смертельное ранение, доктор», и потерял сознание. Хосак снял с него одежду и изучил рану. Пуля сломала ребро на правой стороне, пробила диафрагму и засела в позвоночнике. Пульс почти пропал и дыхания не было слышно. Вместе с Пендлтоном и одним из гребцов они отнесли раненого к лодке и отчалили к Манхэттену. В лодке Гамильтон пришёл в себя. Он заметил свой пистолет и сказал: «Осторожнее с ним. Он заряжен и взведён. Он может выстрелить. Пендлтон знает, что я не собирался стрелять». Эти слова позволяют предположить, что Бёрр действительно стрелял первым, и выстрел Гамильтона был бессознательным.

## Последствия
Гамильтона доставили к причалу у дома Уильяма Баярда, крупного коммерсанта и директора Нью-Йоркского банка. Дом занимал территорию современных домов 80-82 по Джейн-Стрит. Раненого отнесли в спальню на втором этаже и уведомили Элизабет Гамильтон о том, что у её мужа некоторые проблемы. Новость о дуэли стремительно распространилась по городу. В кофейне «Tontine Coffee House» было вывешано объявление: «Генерал Гамильтон был застрелен полковником Бёрром этим утром на дуэли. Говорят, что генерал смертельно ранен». Многие лавки закрылись, люди стали собираться у дома Баярда в ожидании новостей. Французские суда в гавани прислали судовых врачей на случай, если нужна какая-то помощь. На следующее утро он уже едва мог говорить, и к нему допустили детей для прощания. В последние часы около него было около 20 человек. Зрелище было настолько тяжёлое, что Говернер Моррис был вынужден выйти в сад, чтобы успокоиться. Гамильтон умер 12 июля в 14:00. Он умирал спокойно и бесшумно.
Аарон Бёрр после дуэли отправился в свою усадьбу Ричмонд-Хилл, где вскоре его родственник застал его в библиотеке. Бёрр пригласил его на завтрак, где обсуждал общих друзей и ни полсловом не упомянул о дуэли. Ходили самые разные слухи о его высказываниях об этом событии, хотя Ван Несс говорил, что Бёрр не высказывал никакого злорадства, и демонстрировал разве что сожаление. Он ещё не знал, что обществу известно о решении Гамильтона не стрелять в противника. Через несколько дней Бёрра уже обвиняли в убийстве и угрожали сжечь его дом. Бёрр сомневался, что против него заведут уголовное дело, но на всякий случай покинул Нью-Йорк 21 июля.
2 августа 1804 года суд обвинил его в убийстве и потребовал его ареста, хотя губернатор Морган Льюис протестовал против этого решения. 14 августа обвинение было изменено: теперь Бёрра, Пендлтона и Ван Несса обвиняли в нарушении закона вызовом на дуэль. Бёрр покинул Филадельфию и несколько недель прожил в Джорджии на острове Сент-Саймонс. В сентябре он посетил испанскую Флориду, а затем отправился на север. В Вирджинии его торжественно встречали джефферсонианцы, и он уже решил, что опасность миновала, как суд Нью-Джерси обвинил его в убийстве. Не рискуя посещать Нью-Джерси или Нью-Йорк, он отправился в Филадельфию, где 4 ноября присутствовал на открытии сессии Конгресса, где он, как вице-президент, должен был председательствовать. Это удивило многих конгрессменов, но президент Джефферсон пригласил Бёрра на обед, а сенатор-республиканец Уильям Джилс организовал кампанию по приостановке решения суда Нью-Джерси. Другой республиканец сравнил дуэль с поединком Давида и Голиафа, назвав Гамильтона Голиафом федерализма. 2 марта 1805 года Бёрр зачитал прощальное обращение к Конгрессу, и на этом его политическая карьера была окончена.
Бёрр уехал на запад, в долины Огайо и Миссисипи, где население терпимо относилось к дуэлям и недолюбливало федералистов. Потом он несколько лет путешествовал по Европе. В Париже он хотел посетить Талейрана, но тот ответил: «Я буду рад видеть полковника Бёрра, но передайте ему, что портрет Александра Гамильтона всегда висит у меня на видном месте». Он вернулся в Америку в 1812 году, когда все обвинения против него были сняты. Он всё ещё сталкивался с враждебностью окружающих, но сам не высказывал сожаления, и упоминал о дуэли с иронией, время от времени упоминая «моего друга Гамильтона, которого я застрелил». Лишь однажды высказал подобие сожаления, когда, прочитав «Тристрама Шенди» Лоуренса Стерна, сказал: «Если бы я читал больше Стерна и меньше Вольтера, я бы знал, что в мире хватит места и Гамильтону, и мне».

## Упоминания
Эта дуэль упоминается в книге «Клуб патриотов» Кристофера Райха (англ. Cristopher Reich). Также в альтернативном мире в фантастическом рассказе Р. Шекли «Три смерти Бена Бакстера» этот поединок становится правовым прецедентом, в результате которого в США разрешаются поединки. Сцена дуэли изображена в мюзикле «Гамильтон». 

### Статьи
- Freeman, Joanne B. Dueling as Politics: Reinterpreting the Burr-Hamilton Duel (англ.) // The William and Mary Quarterly. — Omohundro Institute of Early American History and Culture, 1996. — Vol. 53, no. 2. — P. 289-318. — doi:10.2307/3124381. — JSTOR 3124381.
- Rorabaugh, W.J. The Political Duel in the Early Republic: Burr v. Hamilton (англ.) // Journal of the Early Republic[англ.]. — 1995. — Vol. 15, no. 1. — P. 1—23. — doi:10.2307/3124381. — JSTOR 3124381.
- Wilson, James Grant. The Weehawken Dueling Ground (англ.) // Literature, Science, and Art. — 1869. — Vol. 1, no. 11. — P. 339—340. Архивировано 11 июля 2007 года.